# Petrache Poenaru (metrostation)
Petrache Poenaru is een metrostation in Boekarest, dat bediend wordt door metrolijn 1. Het station werd geopend op 16 november 1979 en is genoemd naar een fabriek. De dichtstbijzijnde stations zijn Grozăvești en Crângași.
Van Dristor 2 tot Pantelimon:
Dristor 2 · Piața Muncii · Iancului · Obor · Ştefan cel Mare · Piața Victoriei · Gara de Nord 1 · Basarab · Crângaşi · Semănătoarea · Grozăveşti · Eroilor · Izvor · Piaţa Unirii · Timpuri Noi · Mihai Bravu · Dristor 1 · Nicolae Grigorescu · Titan · Costin Georgian · Republica · Pantelimon